# Зенітна самохідна установка

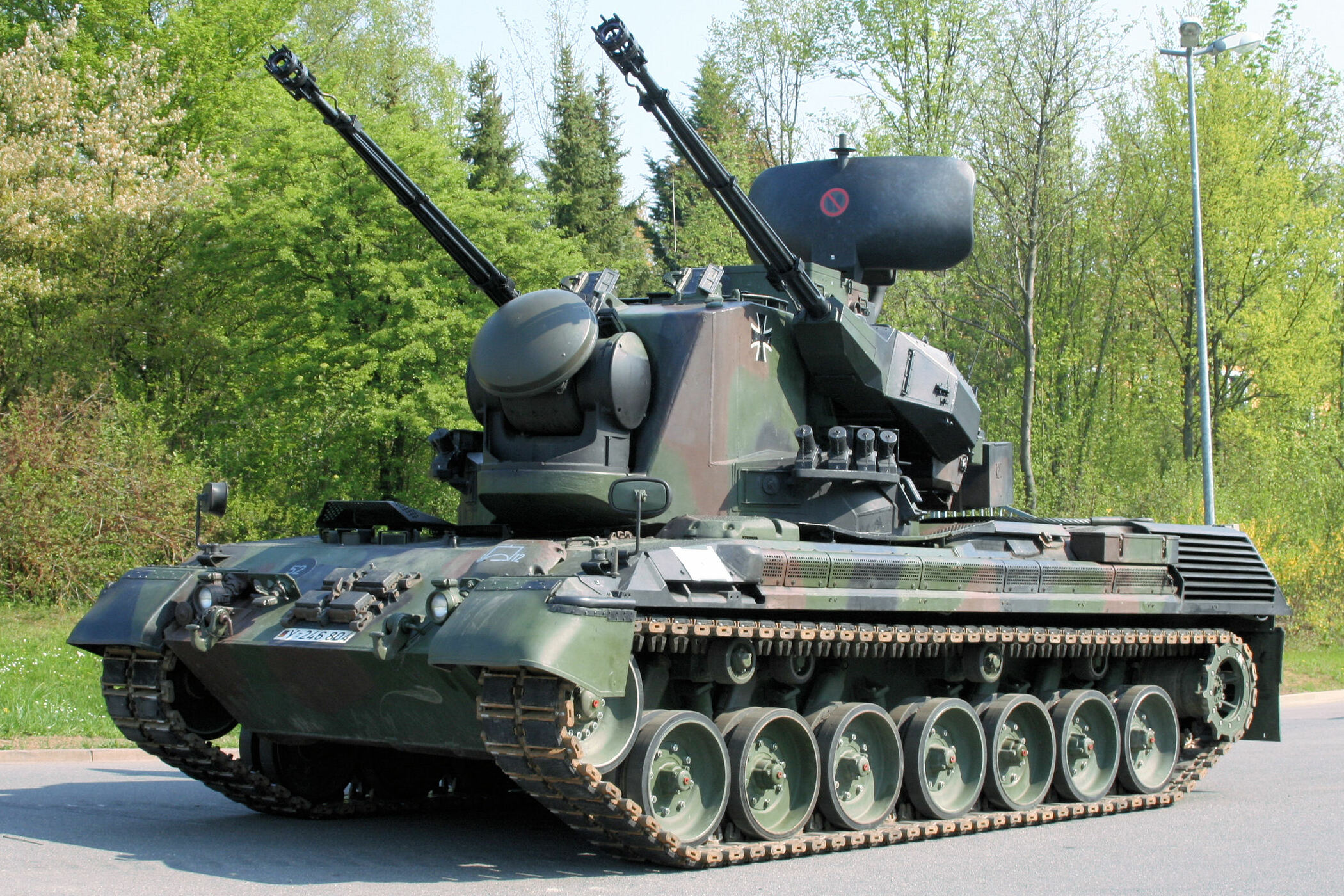
Зенітна самохідна установка «Гепард» (ФРН)

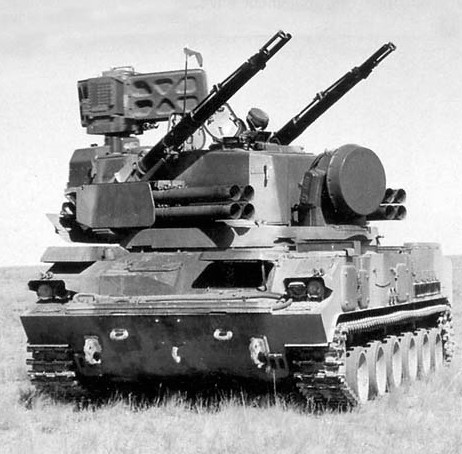
Зенітна самохідна установка (Зенітний гарматно-ракетний комплекс) 2С6 "Тунгуска"

Зені́тна самохі́дна устано́вка (ЗСУ)  — бойова машина військ ППО, призначена для вирішення завдань з протиповітряної оборони військових формувань і тилових об'єктів від ударів авіації противника.
За своєю конструкцією і озброєнням ЗСУ можуть використовувати колісну (автомобільне або спеціальне шасі), напівгусеничну (шасі тягачів або БТР) або гусеничну (танкову або тракторну) базу, озброюватися кулеметами, зенітними гарматами, ракетами або комплексами всіх цих засобів.
Більшість армій світу досі використовують у протиповітряній обороні сухопутних військ зенітно-артилерійські установки калібром 20-40 мм.
Для надання зенітній артилерії мобільності, забезпечити можливість прикрити війська на марші були створені зенітні самохідні установки (ЗСУ). Наприклад, такі як західнонімецька ЗСУ «Гепард» або радянська ЗСУ-23-4 «Шилка».
Американці в свій час розробили ЗСУ «Сержант Йорк» у відповідь на створення Радянським Союзом «Шилки», але пізніше ця американська установка була зі скандалом знята з озброєння.
ЗСУ, як правило мають РЛС виявлення і супроводження цілей, дво- або чотиристволову артустановку, електронну систему управління вогнем, причому зазвичай все це розміщується на гусеничній базі.
Максимальний радіус дії РЛС зазвичай становить близько 16 км (на теперішній час близько 20 км). Вогонь по цілі повинен ретельно контролюватися для досягнення найбільшої ймовірності знищення літального апарата противника, економії боєприпасів (темп стрільби «Шилка» — 3400, а «Гепарда» — 1100 пост./хв.) та запобігання передчасному зносу ствола. Потрібно швидко визначати траєкторію польоту літального апарата противника, щоб вогонь вироблявся на прямолінійній ділянці траєкторії, тому що шанси збити літальний апарат, що маневрує невеликі.